# WU-FTPD
WU-FTPD（wuarchive-ftpd）はUNIX系OSのFTPサーバソフトウェア（デーモン）の一つ。
セントルイス・ワシントン大学内のネットワークで利用するために、BSD FTPデーモンに置き換わるものとして開発された。
2000年代初期までは最も一般的なFTPサーバとして普及していたが、最近はより機能が豊富で設定の容易な他のソフトウェアによって置き換えられている。
その主な原因は、セキュリティの欠落とソースコードの複雑さのためである。
その例として、2001年、Ramenワームが不正侵入のためにWU-FTPDを利用した事例がある。
現在は多くのLinuxディストリビューションがWU-FTPDを非推奨としている。